# Mohamed Zemzemi
Mohamed Zemzemi –en árabe, محمد الزمزمي– (nacido el 3 de julio de 1991) es un deportista tunecino que compitió en atletismo adaptado. Ganó una medalla de bronce en los Juegos Paralímpicos de Londres 2012 en la prueba de lanzamiento de disco (clase F51-53).

## Palmarés internacional
| Juegos Paralímpicos | Juegos Paralímpicos   | Juegos Paralímpicos | Juegos Paralímpicos |
| Año                 | Lugar                 | Medalla             | Prueba              |
| ------------------- | --------------------- | ------------------- | ------------------- |
| 2012                | Londres (Reino Unido) | Medalla de bronce   | Disco F51-53        |